# 馬卡迪卡迪鹽沼

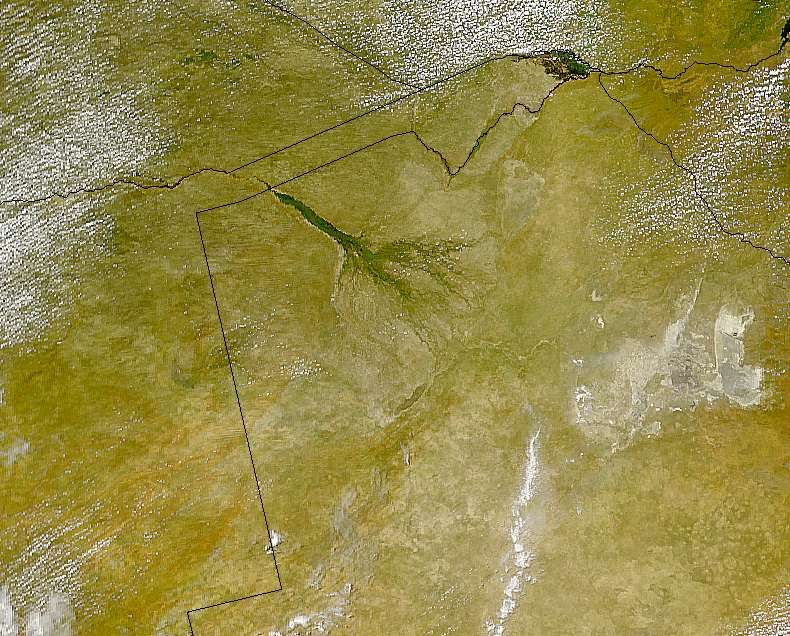

馬卡迪卡迪鹽沼，原称马卡里卡里盐沼，是非洲南部的大型鹽沼，位於博茨瓦納東北部奧卡萬戈三角洲東南面，为卡拉哈迪盆地的凹陷低地。總面積16,057.9平方公里，最低处海拔800多米，最大水深30米，气候干燥。是世界上最大的鹽沼之一。
盐沼通过博泰蒂河连接奥卡万戈沼泽。在雨季，奥卡万戈沼泽的洪水经博泰蒂河进入盐沼，形成辽阔的沼泽。旱季，盐沼区全部干涸，成为盐碱滩。棲息鳥類有鵜鶘、火烈鳥、鷺、鸛等。

## 外部連結
- Images from the Mkgadikgadi Pans （页面存档备份，存于）
- World Wildlife Fund ecoregion description - Zambezian halophytics （页面存档备份，存于）

20°43′0″S 24°57′3″E / 20.71667°S 24.95083°E